# 2011-es Vattenfall Cyclassics
A 2011-es Vattenfall Cyclassics az 1996 óta megkezdett sorozatban a 16. kerékpárveseny volt, melyet 2011. augusztus 21-én rendeztek meg. A verseny része a 2011-es UCI World Tour-nak. Elsőként Edvald Boasson Hagen haladt át a célvonalon, őt követte Gerald Ciolek és Borut Bozic.

## Csapatok
A 18 World Tour csapaton kívül 3 csapat kapott szabadkártyát, így alakult ki a 21 csapatos mezőny.
ProTour csapatok:
 AG2R La Mondiale ·   Astana ·   Movistar ·   Euskaltel–Euskadi ·   Garmin–Cervelo ·   Lampre–ISD ·   Liquigas–Cannondale ·   Omega Pharma–Lotto ·   Quick Step ·   Rabobank ·   HTC-Highroad ·   Katyusa ·   BMC Racing Team ·   Saxo Bank SunGard ·   Sky Procycling ·  Team Leopard-Trek ·  Team RadioShack ·  Vacansoleil
Profi kontinentális csapatok:
 CCC Polsat Polkowice ·   Team NetApp ·   Skil-Shimano

## Végeredmény
|    | Versenyző                    | Csapat              | Idő                 |
| -- | ---------------------------- | ------------------- | ------------------- |
| 1  | Edvald Boasson Hagen (NOR)   | Sky Procycling      | 4:49:40             |
| 2  | Gerald Ciolek (GER)          | Quick Step          | 4:49:40 (+00:00:00) |
| 3  | Borut Bozic (SLO)            | Vacansoleil         | 4:49:40 (+00:00:00) |
| 4  | Simone Ponzi (ITA)           | Liquigas-Cannondale | 4:49:40 (+00:00:00) |
| 5  | José Joaquín Rojas (ESP)     | Movistar Team       | 4:49:40 (+00:00:00) |
| 6  | Jürgen Roelandts (BEL)       | Omega Pharma-Lotto  | 4:49:40 (+00:00:00) |
| 7  | Simon Clarke (AUS)           | Astana              | 4:49:40 (+00:00:00) |
| 8  | Manuel Alberto Cardozo (POR) | RadioShack          | 4:49:40 (+00:00:00) |
| 9  | Grega Bole (SLO)             | Lampre-ISD          | 4:49:40 (+00:00:00) |
| 10 | Michel Kreder (NED)          | Garmin-Cervelo      | 4:49:40 (+00:00:00) |